# 라웅산

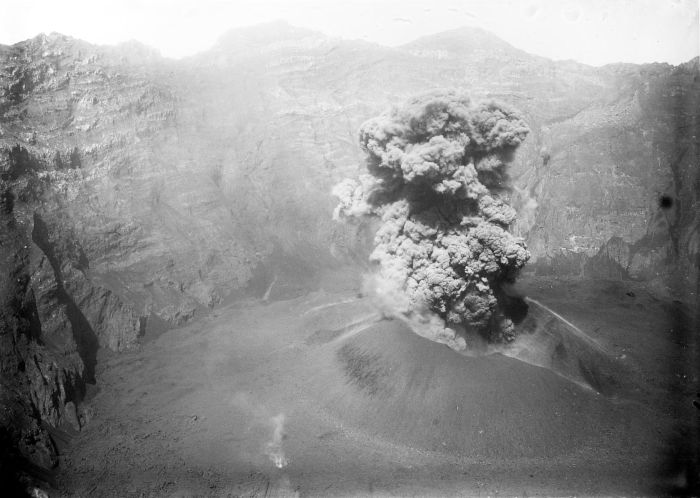
1913년에 분화된 라웅산

라웅산(인도네시아어: Gunung Raung)은 인도네시아의 자와섬 동부에 있는 성층 화산으로, 활화산이다. 이 산은 칼데라가 있으며, 그 안에 작은 분화구가 또 있다. 인도네시아에서 가장 활동이 활발한 활화산 중 하나로, 동시에 가장 높은 화산들 중 하나이다. 2008년 이후 별 활동이 없다가 2015년 7월 분화하여 항공편에 지장을 주었다.